# Doctor Poison
Doctora Poison (Doctora Veneno) es el nombre de dos personajes de ficción, supervillanas que aparecen en publicaciones de DC Comics y medios relacionados. Ambos villanos eran miembros del equipo de supervillanos Villainy Inc. y han aparecido como los principales enemigos recurrentes de Wonder Woman.
Una encarnación del personaje Isabel Maru hizo su debut cinematográfico en la película Wonder Woman 2017 de DC Extended Universe, interpretada por la actriz española Elena Anaya.

## Orígenes de los personajes
El primero, y el original, fue la Princesa Maru, que apareció como la Doctora Poison en el Sensation Comics #2 (Febrero de 1942), creado por William Moulton Marston y Harry G. Peter. Mientras que el segundo la Doctora Poison apareció por primera vez en Wonder Woman Vol.2 #151 (1999) y fue creado por Eric Lucas y Mattew Clark.

## Biografía de los personajes

### La Princesa Maru (la Doctora Poison I)
En 1942 la princesa Maru se ganó el título como el la Doctora Poison, disfrazándose de hombre pasando su identidad desapercibida, al lucir una capucha voluminosa y una máscara, siendo la líder de una red de espionaje nazi, cuyo objetivo final era causar estragos en el ejército de Estados Unidos provocando sabotajes al contaminar las aguas del ejército con la sustancia denominada "reverso", una droga que les provoca daño cerebral. Su plan se frustró por la intervención de la heroína Wonder Woman y el la Doctora Poison fue encarcelada. Esto terminó afectando decenas de miles de soldados. Ella secuestró a Steve Trevor y a Diana Prince, al intentar investigar los secretos de sus actividades delictivas. La Mujer Maravilla lograba escapar, pero aún no lograba dar conocimiento al ejército de que Steve permanecía todavía en la fortaleza.
Este plan es frustrado por la amazona heroína, en su primera aparición en la revista de historietas "Sensation Comics #2" (febrero de 1942), la Doctora Poison fue encarcelada, pero ella escapa y más tarde, en 1943, ahora trabajando para el Japón, afecto a todos los aviones de Estados Unidos a lo largo de la parte frontal de China a través de un "green gas" que entra en el carburador y se detiene el motor. Wonder Woman la detiene nuevamente y es encarcelada en la Isla Paraíso, donde ella finge estar reformándose. Ella no se le vuelve a ver sino hasta 1948, cuando ella y otras siete supervillanas femeninas logran escapar y logran ponerse de acuerdo al utilizar sus artimañas y unir sus talentos formand la asociación conocida como Villainy Inc., liderada por Saturnian Slaver Eviless , las ocho villanas son derrotadas por Wonder Woman. A lo largo de la serie y desde su primera aparición, se creyó que el Doctor Veneno era un varón, debido a su disfraz, se mantuvo este atuendo de "drag king" en sus apariciones posteriores. Dado que ni la Alemania nazi, ni el Japón imperial fue gobernado por una monarquía, no se sabe con precisión de donde fue princesa Doctor Veneno, alias la princesa Maru.

### La Nieta de la Princesa Maru (la Doctora Poison II)
En la continuidad post-crisis, aparecería una nieta de la que no se tuvo en cuenta en la edad de oro. Identificada como la nieta de la Doctora Poison original, aparece en su debut como miembro de la liga de villanos liderada semidiosa Devastación. Una vez más el género del personaje seguiría siendo ambiguo, al camuflarse como un miembro masculino en su identidad, y ocultando su género bajo su disfraz, con excepción que dejaba descubiertas sus uñas y la expresión de sus labios pintados cuando hacía gestos con su boca. También formaría parte de Villainy Inc. y una vez más luchó contra la Mujer Maravilla. Esta encarnación de la Doctora Poison confirmaría que su abuela luchó contra la reina Hipólita cuando ella asumió el rol de la Mujer Maravilla durante la Segunda Guerra Mundial, luego de retconear el origen de Diana en un mundo más contemporáneo luego de los sucesos de la Crisis en las Tierras Infinitas, en el cual se describe que la Reina Hyppolita asumió el manto de la Mujer Maravilla antes que su hija, formando parte de la Sociedad de la Justicia de América y el All-Star Squadron. También explica que su abuela provocó su propia perdición al crear la droga llamada "Reverso". La Doctora Poison original invirtió accidentalmente su propio crecimiento, por lo que había olvidado el antídoto, ya que se había vuelto demasiado joven de manera acelerada. 
La Doctora Poison es una de los pocos villanos enviados al infierno para recuperar la llave que permitió el escape de los Seis Secretos que se encontraban atrapados en dicho lugar.
La Doctora Poison posteriormente sería invitada a ser parte de la Sociedad Secreta de Supervillanos, aceptando unirse a dicha sociedad. Al juntarse con los demás otros científicos del equipo, fue asignada para recoger muestras de suelo en el campo de concentración de Logor Jasenovac, Croacia. Ella añadió sus muestras con la de otras zonas de la Tierra donde el villano Genocidio fue creado y con el que la Mujer Maravilla había luchado. Tras Final Crisis, junto con Chetaah, aparecía como miembro de la Sociedad Secreta de Supervillanos.

### Reintroducción en Los Nuevos 52
Con el reinicio del Universo DC, la Doctora Maru es la hija de una pareja rusa de científicos que poseen unos conocimientos sobre los venenos. Una serie de espías estadounidenses se habían acercado a sus padres para tener acceso a sus trabajos de investigación, al ser médicos expertos, los cuales podrían llevar a los Estados Unidos, para el desarrollo del "armamento biológico". Cuando se negaron, el gobierno ruso descubrió sus actividades. Sus padres fueron dados como terroristas traidores por parte de Rusia, y encarcelados cerca de Siberia, donde murieron durante los interrogatorios. La Doctora Poison culpó a los Estados Unidos por la muerte de sus padres y planeó vengarse a través de ataques químicos.

### DC: Renacimiento
Tras los acontecimientos de DC: Renacimiento, la historia de la Doctora Poison había sido alterada. En la continuidad actual, es conocida como la Coronel Maru, una soldado japonés que trabaja para la organización llamada Poison, que había sido fundada por su familia. Durante los primeros meses de la Mujer Maravilla en los Estados Unidos, la Amazona descubrió a un grupo de hombres infectados con un Virus mortal creada por la Coronel Maru, un veneno que impulsa a que sus víctimas sean inducidas a cometer asesinatos a partir del impulso de su ira y rabia. Diez años más tarde, después de que la Mujer Maravilla había estado descubriendo que había estado viviendo una mentira sobre su historia de orígenes durante varios años, Veronica Cale envió a Poison a atacar la amazona.

## Poderes y habilidades
Como no tiene poderes, la Doctora Poison es experto en uso de venenos, toxinas y plagas.

## Aparición en otros medios

### Televisión
- Aparece en "Batman el Valiente".[8] En el episodio "Joker: The Vile and the Villainous", se la ve trabajando como camarera en una taberna poblada por supervillanos de la lista D cuando Joker la visita y se encuentra con Weeper.

### Cine
- Aparece en la película Wonder Woman (2017) de DC Extended Universe, interpretada por Elena Anaya. En esta adaptación, su identidad es la doctora Isabel "la Doctora Poison" Maru, una química turca reclutada por el general Erich Ludendorff para crear armas químicas para el ejército alemán. Debido a la desfiguración facial, ella lleva una máscara de cerámica sobre el lado izquierdo de su cara. Marca la primera aparición de acción en vivo del personaje, aunque el escenario es la Primera Guerra Mundial en lugar del escenario de la Segunda Guerra Mundial de los cómics.[9] Cuando Steve Trevor roba un libro de las notas de la Doctora Maru sobre sus nuevas armas químicas que harían inútiles las máscaras de gas contra ellas, se estrella en Themyscira durante su fuga, lo que alerta a Diana de la guerra actual. Al principio ella cree que Ares es el responsable directo de la guerra, pero más tarde se entera de que todo lo que hizo fue proporcionar algunas ideas para las armas a Maru, mientras que la decisión de usar las armas seguía siendo la elección de los propios humanos. Ares intenta convencer a Diana de su punto de vista ofreciéndole la oportunidad de matar a Maru por sus pecados y parte de la guerra, pero Diana rechaza su oferta al darse cuenta del sacrificio de Trevor que la inspira a reconocer que debe aceptar a la humanidad por sus defectos en lugar de condenarla por no ser perfecta. Esto lleva a Diana a librar a Maru de la misericordia, que luego huye.

### Videojuegos
- Es un personaje jugable en el juego para móviles DC Legends.[10]
- Aparece como un personaje jugable en Lego DC Super-Villains.